# European Football League 2016
La European Football League 2016 è stata la terza edizione dell'omonimo torneo di football americano non organizzata dalla EFAF. La sua finale è denominata EFL Bowl III.
Ha avuto inizio il 19 aprile e si è conclusa l'11 giugno con la finale di Francoforte sul Meno vinta per 35-21 dai tedeschi Frankfurt Universe sugli olandesi Amsterdam Crusaders.

## Squadre partecipanti
| Club                     | Città                | Stadio                        | Sponsor ufficiale | Risultato nella stagione 2015      |
| ------------------------ | -------------------- | ----------------------------- | ----------------- | ---------------------------------- |
| Amsterdam Crusaders      | Amsterdam            | Sportpark Sloten              |                   | Campioni dei Paesi Bassi           |
| Badalona Dracs           | Badalona             | Camp Municipal de Badalona    |                   | Vicecampioni di Spagna             |
| Black Panthers de Thonon | Thonon-les-Bains     |                               |                   | Vicecampioni di Francia            |
| Frankfurt Universe       | Francoforte sul Meno | Frankfurter Volksbank Stadion | Samsung           | Campioni GFL2                      |
| Hamburg Huskies          | Amburgo              |                               |                   | Quarti di finale GFL               |
| Kiel Baltic Hurricanes   | Kiel                 | Kilia-Stadion                 |                   | Campioni EFL; quarti di finale GFL |

## Stagione regolare

### Calendario

#### 1ª giornata
| Badalona 19 marzo 2016, ore 17:00 | Badalona Dracs | 46 – 41 (18-0 6-7 15-15 7-19) referto | Black Panthers de Thonon | Camp Municipal de Badalona |

#### 2ª giornata
| Kiel 9 aprile 2016, ore 16:00 | Kiel Baltic Hurricanes | 24 – 31 (d.t.s.) (0-0 7-16 7-0 10-8 0-7) referto | Amsterdam Crusaders | Kiliaplatz (2.460 spett.)\| Arbitro: \| N. Worthy \| |
| Arbitro:                      | N. Worthy              |                                                  |                     |                                                      |

#### 3ª giornata
| Amburgo 23 aprile 2016, ore 15:50 | Hamburg Huskies | 33 – 61 (6-7 7-16 14-10 6-28) referto | Kiel Baltic Hurricanes | Stadion Hammer Park (1.481 spett.)\| Arbitro: \| M. Schwieger \| |
| Arbitro:                          | M. Schwieger    |                                       |                        |                                                                  |

#### 4ª giornata
| Amsterdam 7 maggio 2016, ore 15:00 | Amsterdam Crusaders | 64 – 19 (7-6 21-13 15-0 21-0) | Hamburg Huskies | Sportpark Sloten |

| Thonon-les-Bains 7 maggio 2016, ore 17:00 | Black Panthers de Thonon | 0 – 48 (0-19 0-20 0-6 0-3) | Frankfurt Universe | Stade Joseph Moynat |

#### 5ª giornata
| Francoforte sul Meno 28 maggio 2016, ore 19:00 | Frankfurt Universe | 49 – 7 (7-0 28-0 7-0 7-7) | Badalona Dracs | Frankfurter Volksbank Stadion |

### Classifica
La classifica della regular season è la seguente:
- PCT = percentuale di vittorie, G = partite giocate, V = partite vinte, P = partite perse, PF = punti fatti, PS = punti subiti
- La qualificazione all'Eurobowl è indicata in verde

#### Girone A
| Pos. | Squadra                | PCT   | G | V | P | PF | PS  |
| ---- | ---------------------- | ----- | - | - | - | -- | --- |
| 1    | Amsterdam Crusaders    | 1.000 | 2 | 2 | 0 | 95 | 43  |
| 2    | Kiel Baltic Hurricanes | .500  | 2 | 1 | 1 | 85 | 64  |
| 3    | Hamburg Huskies        | .000  | 2 | 0 | 2 | 52 | 125 |

#### Girone B
| Pos. | Squadra                  | PCT   | G | V | P | PF | PS |
| ---- | ------------------------ | ----- | - | - | - | -- | -- |
| 1    | Frankfurt Universe       | 1.000 | 2 | 2 | 0 | 97 | 7  |
| 2    | Badalona Dracs           | .500  | 2 | 1 | 1 | 53 | 90 |
| 3    | Black Panthers de Thonon | .000  | 2 | 0 | 2 | 41 | 94 |

## EFL Bowl III
| Francoforte sul Meno 11 giugno 2016 | Amsterdam Crusaders | 21 – 35 (14-13 0-9 0-13 7-0) | Frankfurt Universe | Frankfurter Volksbank Stadion |

## Verdetti
- Frankfurt Universe Vincitori dell'EFL Bowl III